# Prasat Yer
Pour les articles homonymes, voir Yer.

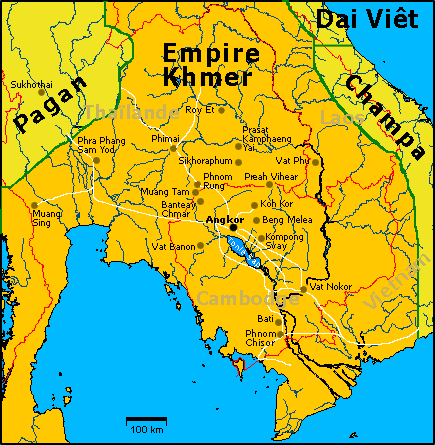
Principaux sites khmers

Le Prasat Yer est un temple khmer du XVIe siècle B.E. situé en Thaïlande, dans la province de Si Saket. Fait de brique et grès, il n'a pas encore été restauré (début 2009).
Deux linteaux sont restés sur place.
- Sur l'un, on voit une divinité tenant à la main un vajra; il s'agit donc d'Indra, dieu de l'orage et gardien de l'est; il est assis en ardha paryanka, une jambe repliée sous le corps, la seconde le genou en l'air, selon une position parfois décrite comme le "délassement royal" (maharajalila); il est juché sur l'éléphant Airavata, ici tricéphale.
- L'autre linteau représente Kâla surmonté d'une divinité, probablement Shiva.

## Photographies

Prasat yer
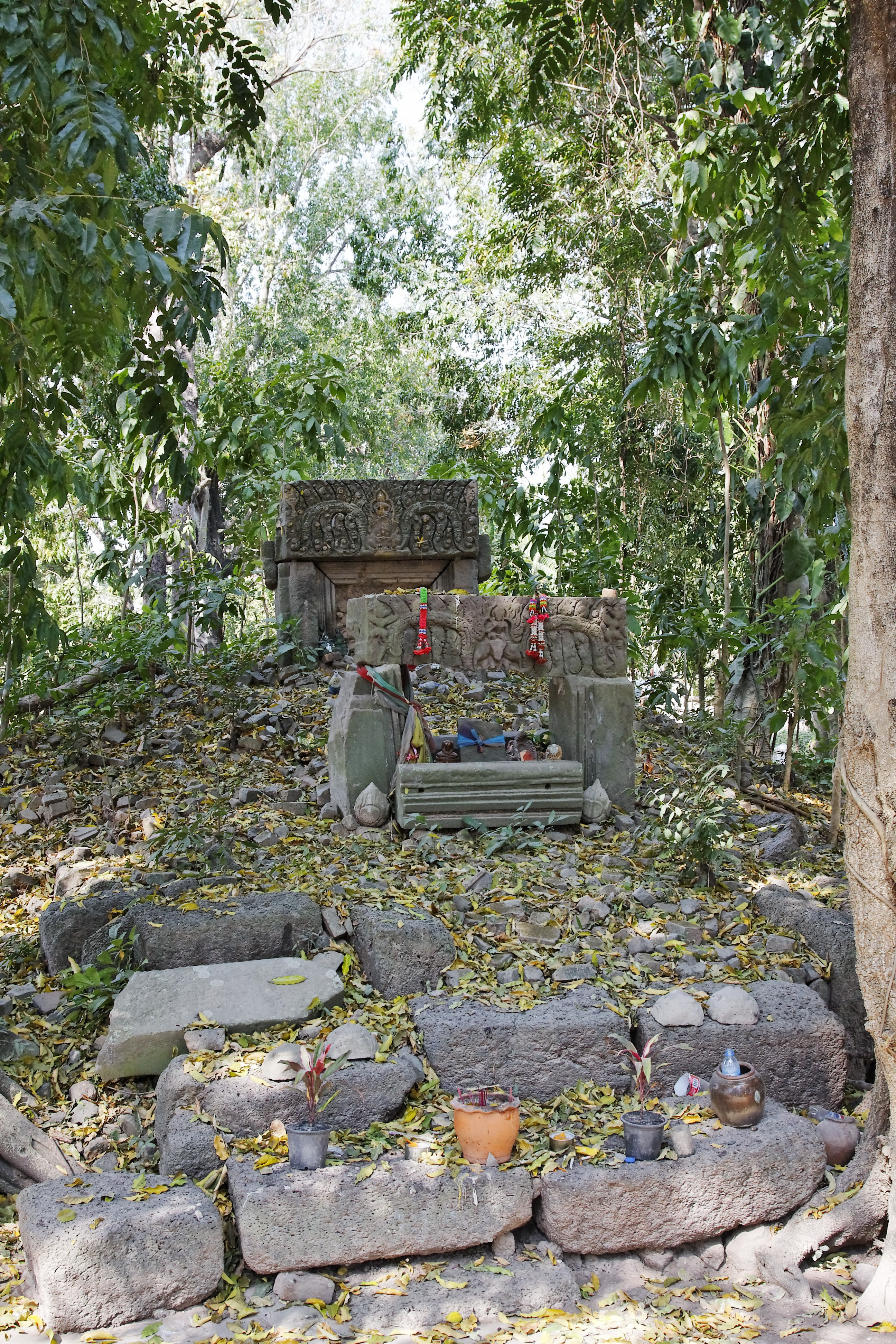
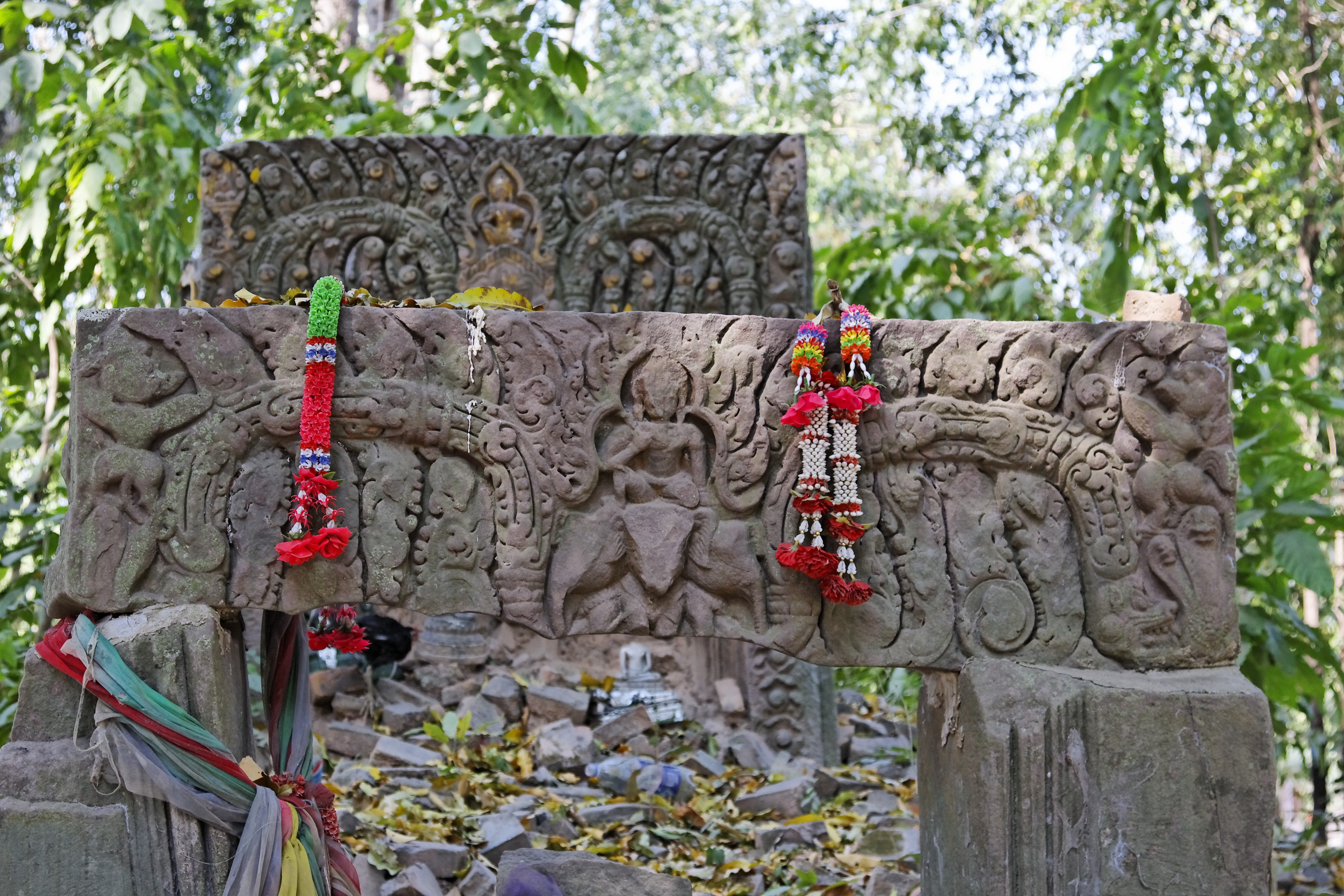
Lintau: Indra juché sur l'éléphant Airavata
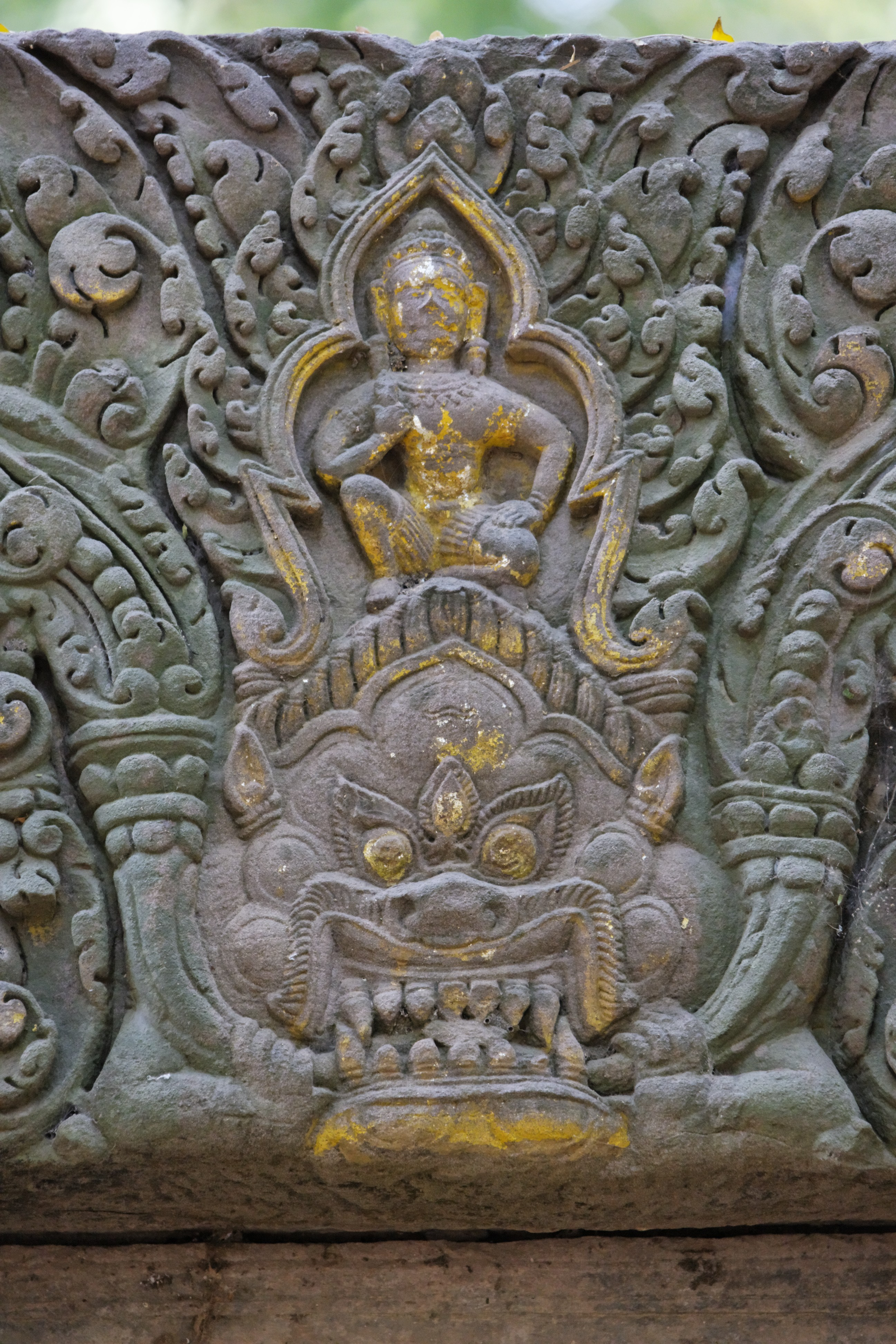
Kâla surmonté d'une divinité, probablement Shiva
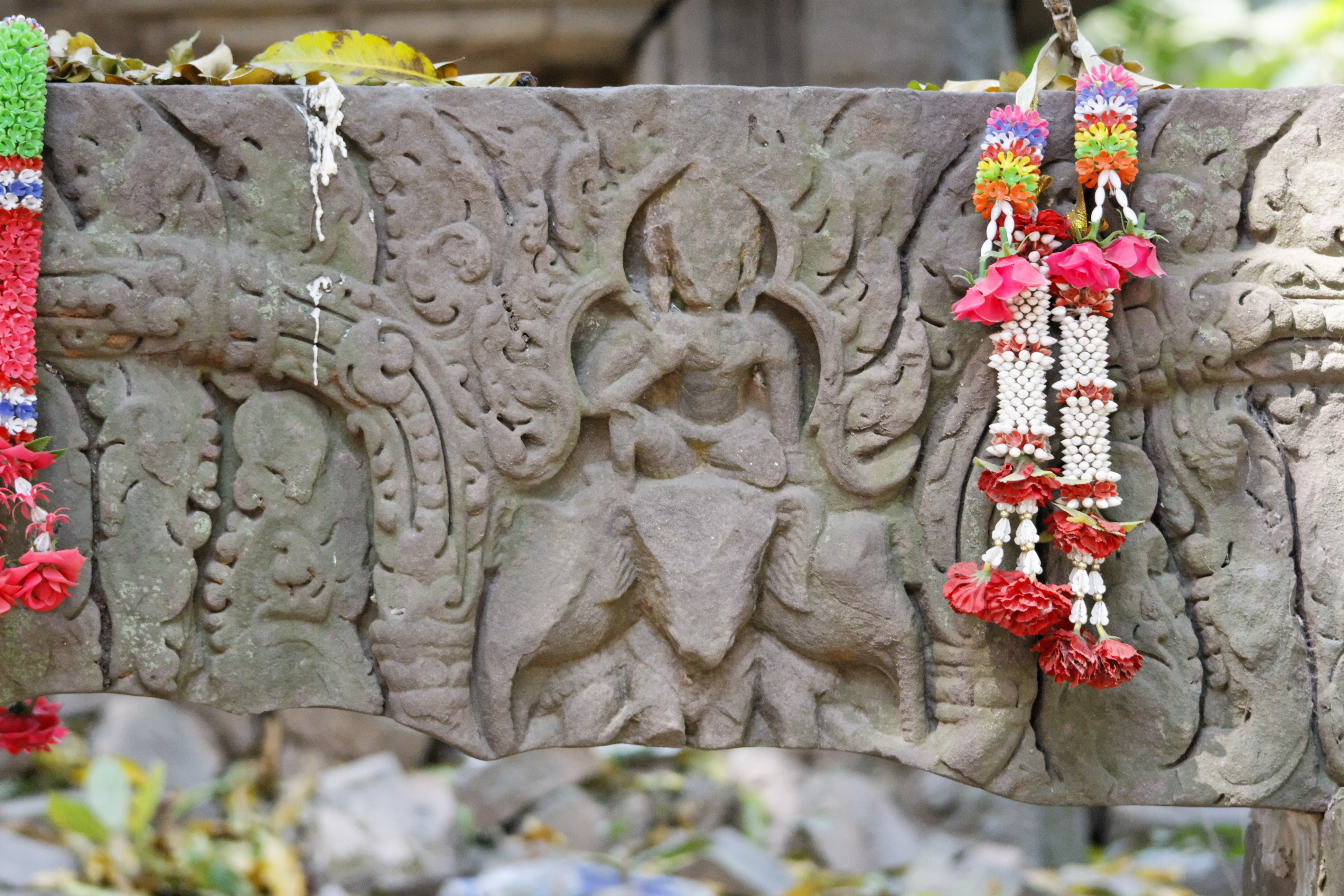
Linteau (détail): Indra juché sur l'éléphant Airavata
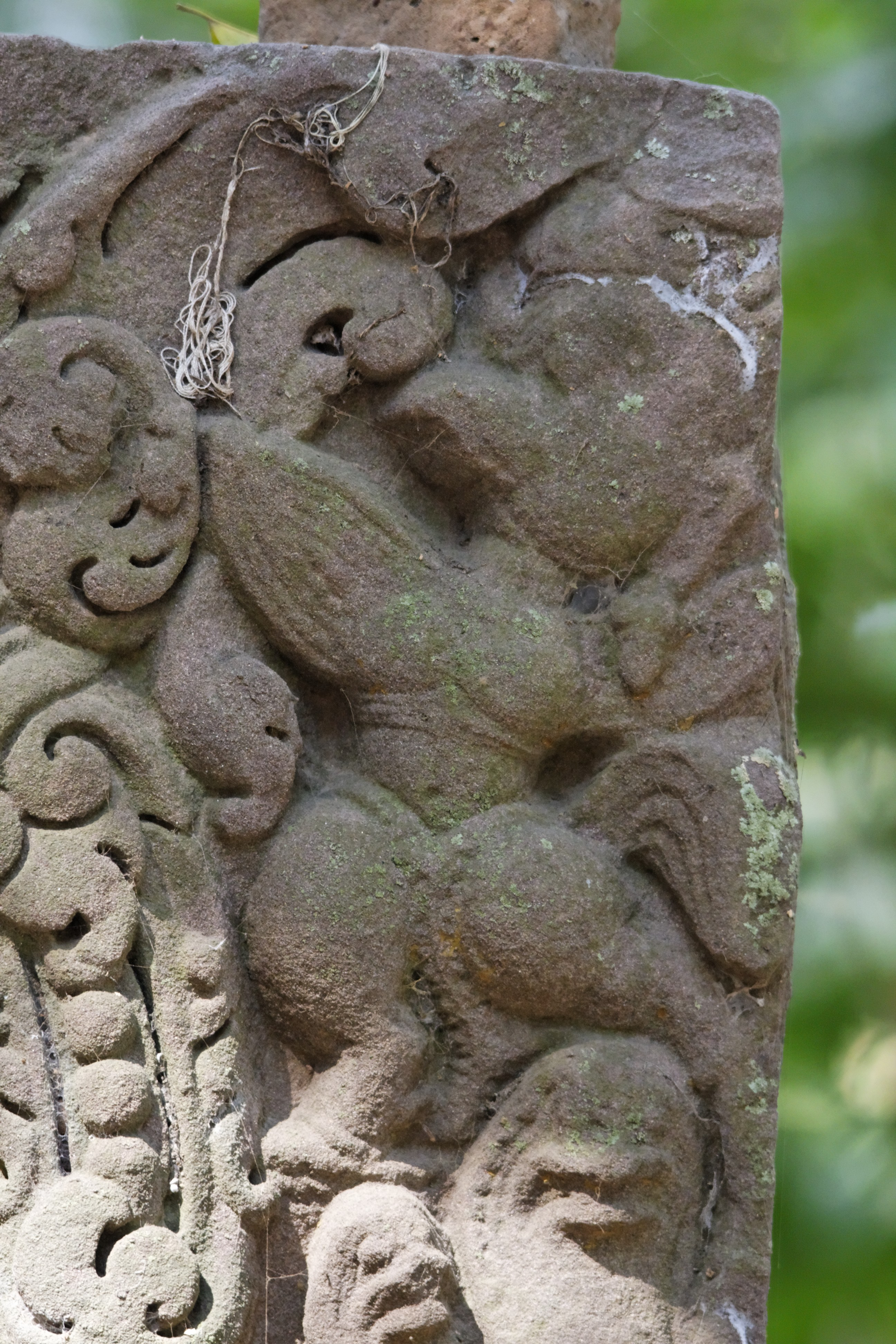
Linteau: détail: un Garuda
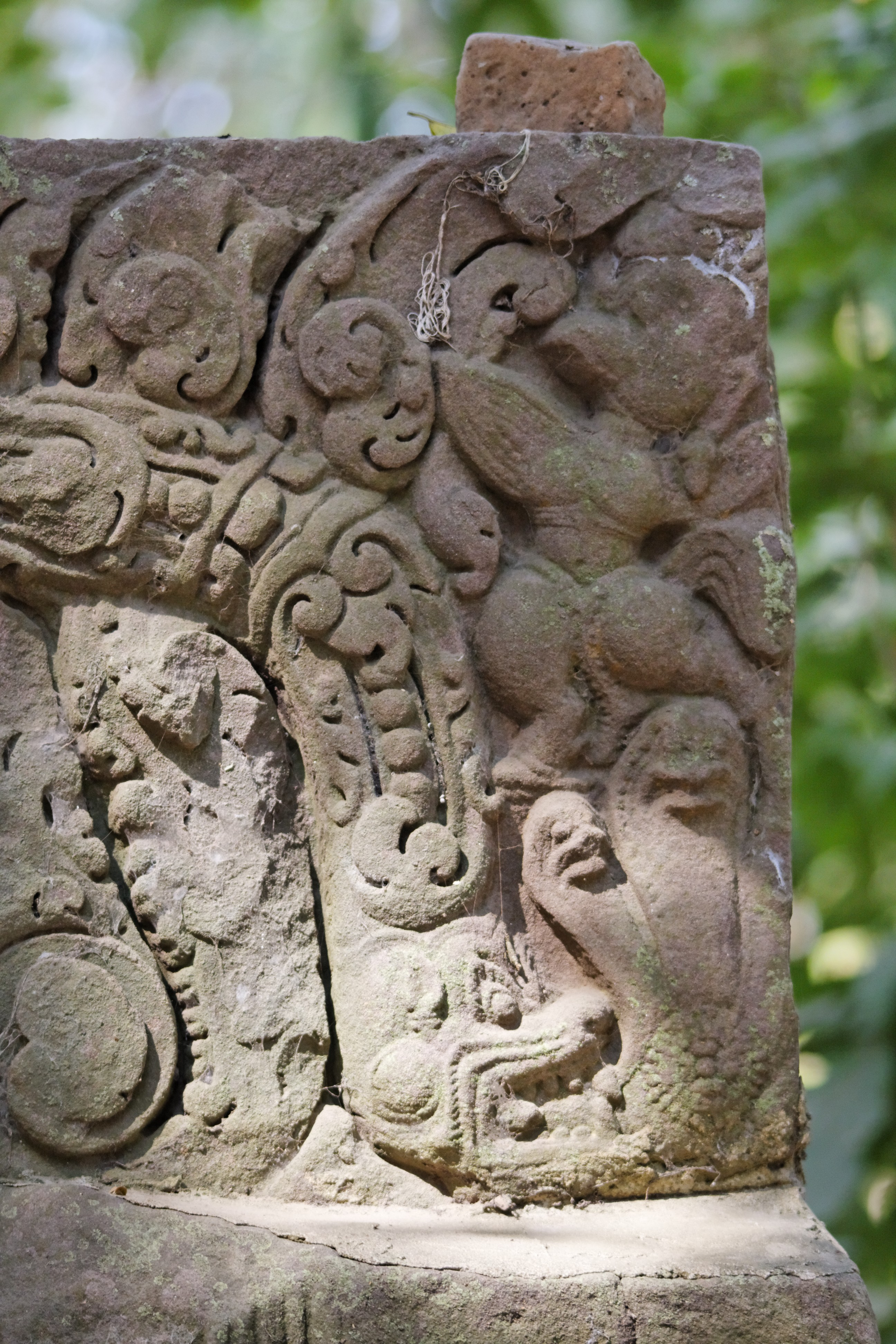
Linteau: détail; on voit une tête de monstre mythique, un Garuda et un Naga
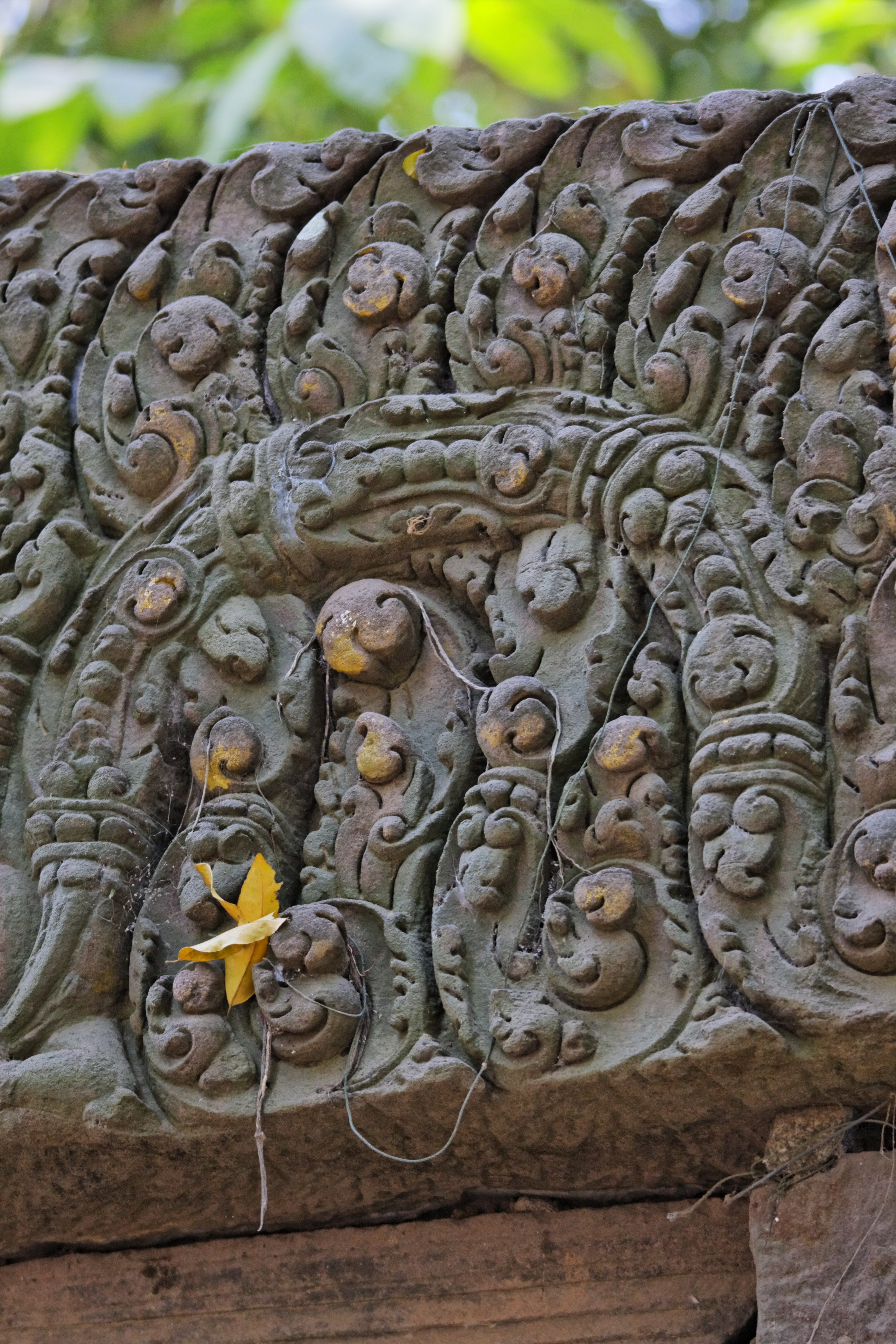
Linteau: détail d'une guirlande

Linteaux (panoramas)
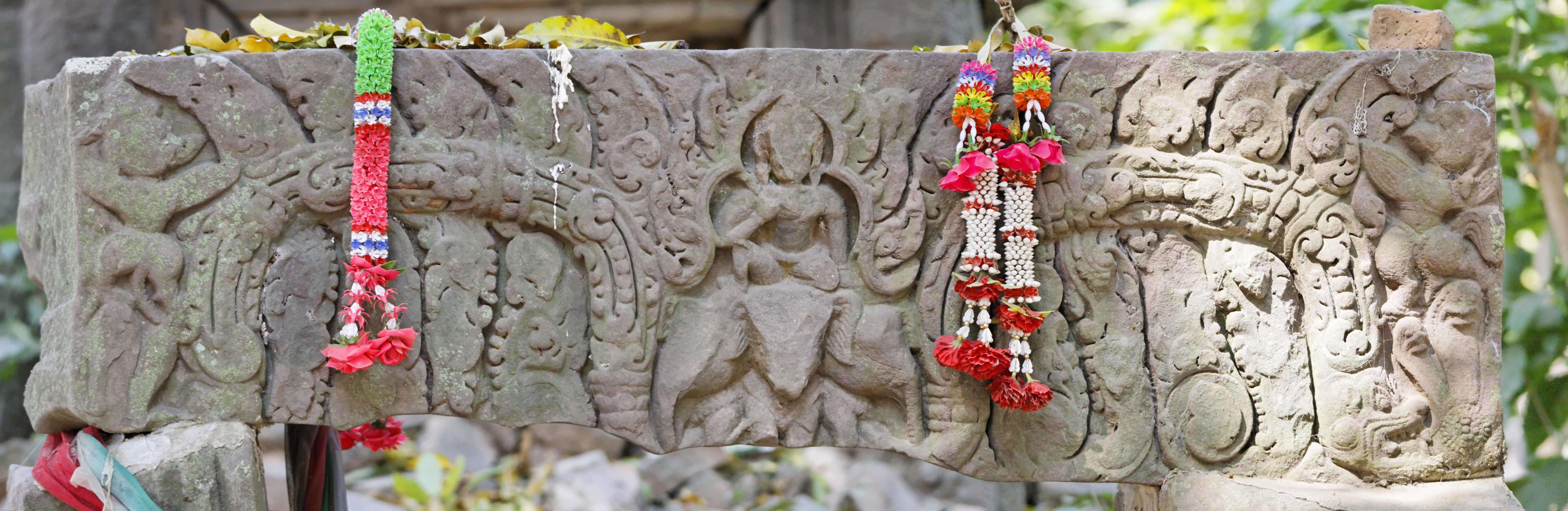
Indra juché sur l'éléphant Airavata
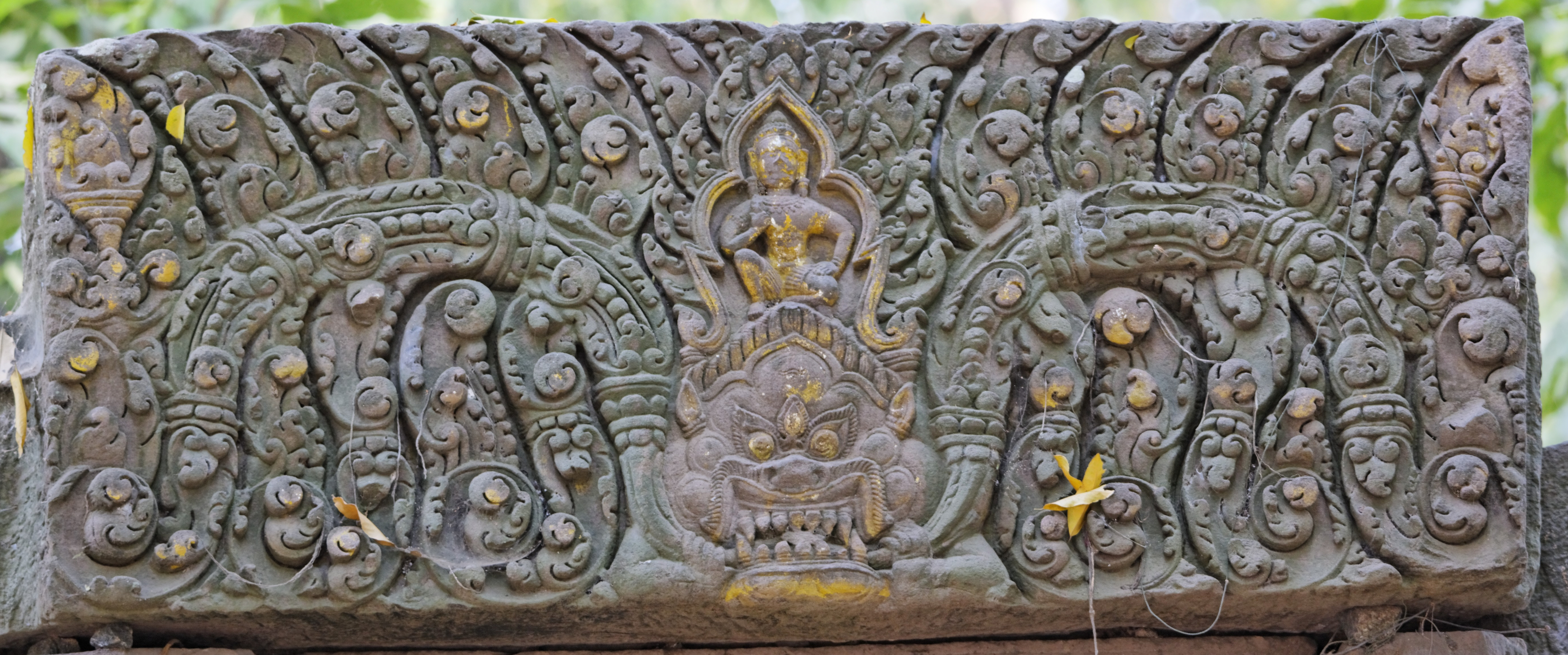
Kâla surmonté d'une divinité, probablement Shiva